# Hitmemories
Hitmemories was  een Nederlands muziektijdschrift voor hitlijstenverzamelaars (in de Benelux en daarbuiten) dat verscheen van 1974 tot en met 1980.

## Geschiedenis
Vlak nadat eind 1973 het tijdschrift Pampus ("voor hitologen") het licht zag, begonnen Jack Tange en Gaatse Zoodsma in 1974 ook een blad voor verzamelaars van hitlijsten, gericht op de jaren vijftig tot en met zeventig. Vanwege de hogere drukkwaliteit van deze nieuwe uitgave was de abonnementsprijs ervan ook hoger.

## Titel
Dankzij de twee hits Memories van Earth and Fire (uit 1972) en Memories are made of this van Dean Martin (uit 1956) kwam men op het idee voor de titel van het tijdschrift: Hitmemories.

## Edities
Verschenen nummers:
- 1974 (1e jaargang): 10 afleveringen (jan, feb, mrt, apr, mei, jun/jul, aug/sep, okt, nov, dec).
- 1975 (2e jaargang): 7 afleveringen (jan, feb/mrt, apr, mei/jun, jul/aug, sep/okt, nov/dec).
- 1976 (3e jaargang): 6 afleveringen (jan/feb, mrt/apr, mei/jun, jul/aug, sep/okt, nov/dec).
- 1977 (4e jaargang): 6 afleveringen (jan/feb, mrt/apr, mei/jun, jul/aug, sep/okt, nov/dec).
- 1978 (5e jaargang): 6 afleveringen (jan/feb, mrt/apr, mei/jun, jul/aug, sep/okt, nov/dec).
- 1979 (6e jaargang): 6 afleveringen (jan/feb, mrt/apr, mei/jun, jul/aug, sep/okt, nov/dec).
- 1980 (7e jaargang): 5 afleveringen: nummers 42 tot en met 46 (mrt, mei, jul, okt/nov, dec).

Gaatse Zoodsma werd in 1978 vervangen door Ton Jacobs, Jack Tange werd in 1979 vervangen door Simon Waayer.
In een brief van 22 februari en 12 maart 1982 werd door Ton Jacobs het einde van Hitmemories bekendgemaakt.

## Andere publicaties
- Discografieën I
- British Top 100's (jaren 1956 t/m 1978) - (door Pieter Vroonland)